# Südafrikanischer Überfall auf Lesotho 1982

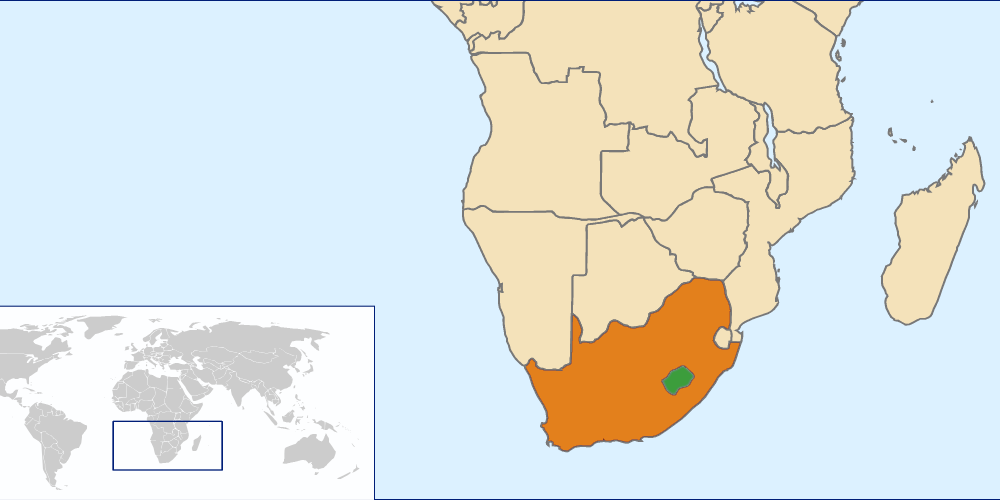
Lage Lesothos (grün) in Südafrika (orange)

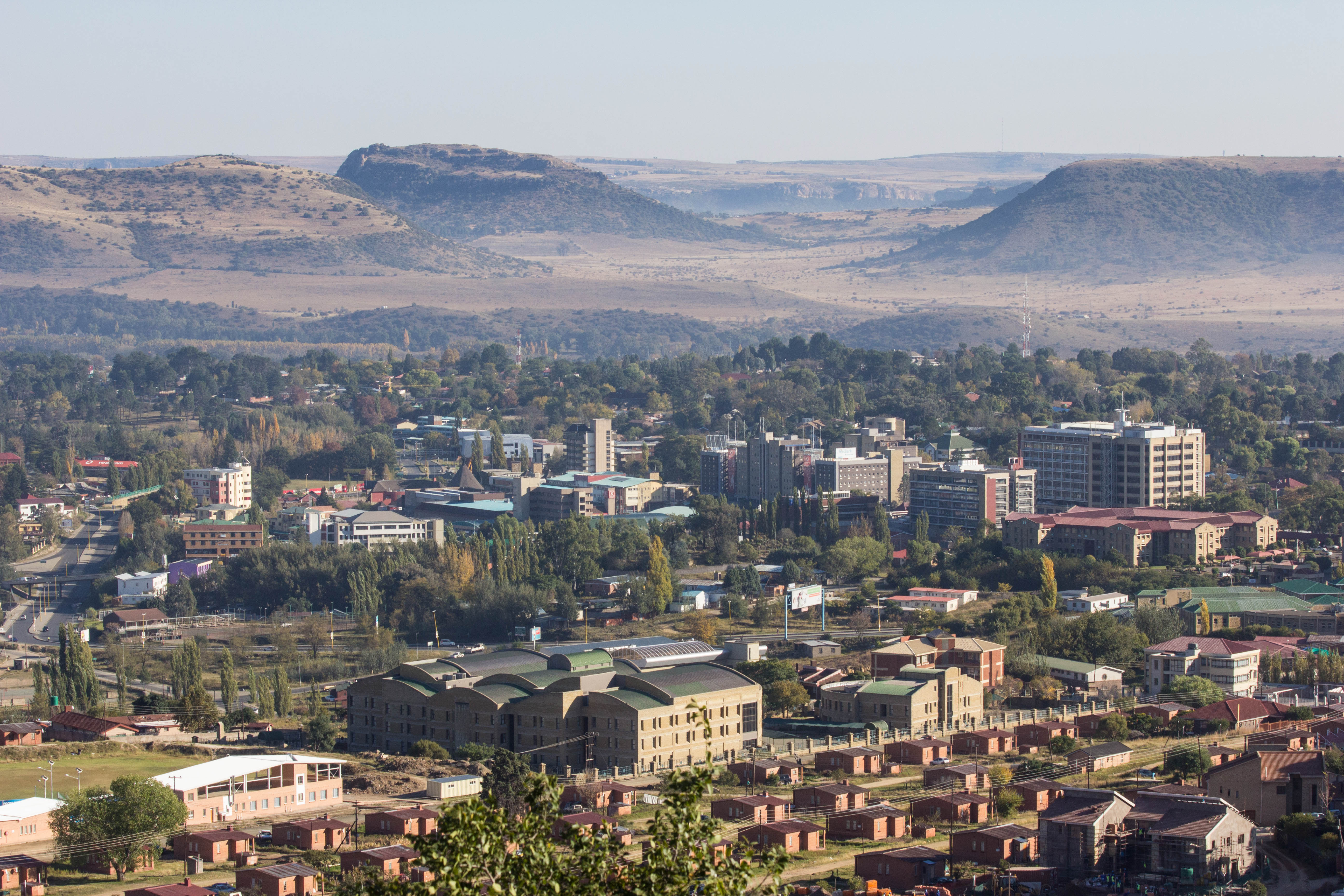
Maseru, im Hintergrund Südafrika

Der südafrikanische Überfall auf Lesotho 1982 (englischer Codename Operation Blanket) war eine Kommandoaktion einer Einheit der South African Defence Force (SADF) gegen südafrikanische Exilanten am 9. Dezember 1982 in Maseru, der Hauptstadt Lesothos. Dabei wurden 42 Menschen getötet. Von allen Überfällen Südafrikas auf benachbarte Städte in den Jahren 1981 bis 1985 war dies der opferreichste. Das Geschehen wird auch als Massaker bezeichnet.

## Geschichte

### Vorgeschichte
1960 hatte die südafrikanische Apartheid-Regierung die Aktivitäten des African National Congress (ANC) und anderer Oppositionsgruppen für illegal erklärt. In der Folge verließen zahlreiche Anhänger des ANC das Land. Die Regierung des geografisch von Südafrika eingeschlossenen Landes Lesotho unter Premierminister Leabua Jonathan bot vielen von ihnen in den späten 1970er und frühen 1980er Jahren Asyl. Im August 1980 trafen sich Jonathan und der südafrikanische Premierminister Pieter Willem Botha am Grenzübergang Peka Bridge, wo Botha die Ausweisung einiger Flüchtlinge aus Lesotho erreichte. Im Gegenzug stellte die Lesotho Liberation Army (LLA) ihre gegen die Jonathan-Regierung gerichteten Aktivitäten vorerst ein. 1981 gab es einen Überfall südafrikanischer Spezialkräfte auf Exil-Südafrikaner im mosambikanischen Matola mit zwölf Toten.
Zum Zeitpunkt des Überfalls auf Maseru lebten über 11.500 Südafrikaner in Lesotho.

### Ablauf
Der Überfall wurde von Offizieren der South African Police und der SADF geplant und von Angehörigen der Special Forces, insbesondere des 5 Special Forces Regiment in Phalaborwa, ausgeführt. Er erfolgte gegen 1:00 Uhr am Morgen des 9. Dezembers 1982 und dauerte rund zwei Stunden. Andere Angaben nennen einen Zeitraum von 0:30 Uhr bis 5:30 Uhr. Ziele waren fünf Siedlungsgebiete Maserus, darunter ein Stadtteil, der unmittelbar hinter der Grenze liegt. Fünf Hubschrauber setzten Soldaten ab, die mit Schusswaffen, Granaten und Sprengstoff mehrere – nach einer Quelle zwölf – Häuser angriffen.
30 Südafrikaner und 12 Lesother wurden getötet. Nach anderen Angaben waren unter den 42 Opfern 8 lesothische Bürger sowie südafrikanische Flüchtlinge, ANC-Mitglieder und südafrikanische Besucher. Einige der Getöteten, darunter mehrere Kinder, waren lesothische Staatsbürger, die erst kürzlich Wohnungen von südafrikanischen Flüchtlingen übernommen hatten. Zu den Toten gehörten Zola Nqini, Jackson Tayo und Phakamile Mpongos, frühere Häftlinge auf Robben Island. Limpho Hani, die Ehefrau von Chris Hani, wurde von den Soldaten nicht angetroffen, ihr Auto aber identifiziert und gesprengt. Es gab keine Gegenwehr der Lesotho Paramilitary Force. Widerstand kam nur von einem südafrikanischen Ehepaar, das Schüsse abfeuerte und fliehen konnte. Die Nachbarn, eine Frau und zwei Kinder, wurden jedoch am Fenster stehend erschossen. Nach Augenzeugenberichten wurden einige Opfer in Decken gewickelt und in Brand gesteckt. Vier Soldaten wurden bei der Aktion verletzt.
Über 60 Soldaten standen am Ende der Aktion auf einem Hügel außerhalb der Stadt und warteten auf ihre Evakuierung. Der Kommandeur der South African Security Police warnte telefonisch seinen lesothischen Amtskollegen, dass eine Behinderung der Evakuierung zu drastischen Gegenmaßnahmen führen würde.

### Reaktionen und Nachwirkungen
Der südafrikanische Oberbefehlshaber Constand Viljoen rechtfertigte die Aktion damit, dass Terroristen getötet wurden, die kurz zuvor in Lesotho eingereist sein sollten und Anschläge in den Homelands Transkei und Ciskei geplant haben sollten. Die lesothische Regierung verneinte dies entschieden. Außenminister Charles Dube Molapo nannte den Überfall eine „heimtückische, feige und barbarische Tat“ (dastardly, cowardly and barbaric act). Der verteidigungspolitische Sprecher der südafrikanischen Oppositionspartei Progressive Federal Party Philip Myburgh rechtfertigte den Angriff, da Lesotho oft genug gewarnt worden sei, während Desmond Tutu, der Vorsitzende des Südafrikanischen Kirchenrates, die Aktion als grundlos ablehnte.
Der Weltsicherheitsrat verurteilte den Angriff am 15. Dezember 1982 mit der Resolution 527 einstimmig und verlangte eine finanzielle Entschädigung Lesothos durch Südafrika. Zuvor hatte bereits die UN-Generalversammlung Südafrika wegen des Überfalls verurteilt. Das Vorgehen Südafrikas wurde weltweit kritisiert, unter anderem auch von der US-amerikanischen Reagan-Administration. Am 23. Dezember wurden 27 südafrikanische Opfer in einer gemeinsamen Zeremonie in Maseru beerdigt. Anwesend waren unter anderem der ANC-Präsident Oliver Tambo, der im Flugzeug des mosambikanischen Präsidenten Samora Machel angereist war, und Edem Kodjo, der Generalsekretär der Organisation für Afrikanische Einheit. Der 9. Dezember wurde in Lesotho zum gesetzlichen Gedenktag erklärt.
Jonathan weigerte sich trotz des südafrikanischen Drucks, weitere Flüchtlinge auszuweisen, und reiste im Mai 1983 in die Volksrepublik China und Staaten des Warschauer Pakts. Unter anderem nahm Lesotho diplomatische Beziehungen mit China, der Sowjetunion und Nordkorea auf. Südafrika weigerte sich, Schadensersatz zu leisten. Später im Jahr 1983 blockierte Südafrika die Grenzübergänge Lesothos, bis Flüchtlinge mit Hilfe der Vereinten Nationen in weiter von Südafrika entfernte Länder ausgeflogen wurden. Südafrika drohte erneut damit, die Lesotho Liberation Army aufzurüsten. 1984 schlossen Südafrika und Lesotho auf Drängen Südafrikas einen Nichtangriffspakt; weitere Flüchtlinge mussten Lesotho verlassen. Im Dezember 1985 gab es einen weiteren Überfall südafrikanischer Spezialkräfte auf Lesotho mit mehreren Toten. Am 1. Januar 1986 schließlich blockierte Südafrika erneut die Grenzübergänge und verhinderte so die Versorgung Lesothos. Am 20. Januar stürzte das lesothische Militär mit Billigung Südafrikas die Regierung Jonathan. Der 20. Januar wurde statt des 9. Dezembers zum Feiertag erklärt.
1992 veröffentlichte die südafrikanische Augenzeugin Phyllis Naidoo unter dem Titel Le rona re batho (Sesotho; deutsch etwa: „Auch wir sind Menschen“) ein Buch zu den Geschehnissen.
Südafrika finanzierte nach dem Ende der Apartheid den Bau von Wohnungen für einige Hinterbliebene.
Bei der südafrikanischen Wahrheits- und Versöhnungskommission, die ab 1996 tagte und Verbrechen der Apartheidszeit aufarbeitete, gab es – anders als bei einigen anderen Überfällen auf Nachbarländer – keine Anträge von Tätern auf Amnestie.
Vertreter der beiden Staaten sowie von ANC und Basotho National Party, der Leabua Jonathan angehört hatte, treffen sich regelmäßig zu Gedenkfeiern.

## Weitere Ereignisse
Die Regierungen von Südafrika und Lesotho verhandelten 1983 über die Realisierung der vorliegenden Pläne zum Highlands Water Project in den Maluti-Bergen, womit das bisherige Wassergewinnungssystem Oxbow scheme um ein Vielfaches übertroffen werden sollte. Die Erweiterung umfasste den Bau von Staudämmen und Tunnel sowie ein Pumpensystem, mit dem Wasser aus dem Oranje in Richtung des Vaal-Triangle-Industriereviers geleitet werden soll. Im Gegenzug will Südafrika dafür Geldzahlungen leisten. Lesotho verband zudem mit der Errichtung von Wasserkraftwerken das Ziel, die Abhängigkeit auf dem Elektrizitätssektor von Südafrika zu verringern. Beide Verhandlungspartner hatten eigene Machbarkeitsstudien in Auftrag gegeben. Im Dezember 1983 wurde der Maqalika Dam in Maseru in Betrieb genommen und als wichtiger Schritt zum Abbau der ökonomischen Abhängigkeit von Südafrika gewürdigt. Sein Bau wurde mit Mitteln der lesothischen Regierung und der African Development Bank finanziert.